# Salvation (The Cranberries)
Salvation è il singolo principale del terzo album dei Cranberries To the Faithful Departed, pubblicato nel 1996. Il brano ha ottenuto un buon successo negli Stati Uniti (dove ha raggiunto la vetta della classifica di Billboard Modern Rock per quattro settimane) e nel Regno Unito, ed ha mostrato il cambiamento di stile del gruppo, affacciatosi ad un sound più duro e cupo.

## Descrizione
Il brano, scritto dai componenti del gruppo Dolores O'Riordan e Noel Hogan e prodotto da Bruce Fairbairn, parla dell'abuso di droga e di come ci si debba astenere dal caderci dentro.

## Video musicale
Per la canzone è stato prodotto un video musicale, diretto nel marzo 1996 da Olivier Dahan per la Bandits Productions. Al suo interno spicca particolarmente la figura di un pagliaccio (un ibrido dei mostri horror Freddy Krueger, Pennywise e Pinhead) sulla cui testa spuntano fuori diversi aghi; la creatura fluttua intorno a un castello e ai suoi dintorni e guida in auto un gruppo di giovani ragazze, implicitamente in preda alla tossicodipendenza. Altre scene includono immagini di O'Riordan che canta la canzone e una coppia di adulti che si alternano tra il tentativo di svegliare la figlia in coma e il clown malvagio che lega e terrorizza la coppia, con la figlia ora sveglia che bacia il pagliaccio.
Il videoclip ha ricevuto una candidatura agli MTV Video Music Awards 1996 per la migliore direzione artistica.

## Tracce
CD single (UK / Australia / Giappone)
1. Salvation
2. I'm Still Remembering (album version)
3. I Just Shot John Lennon (live version)

UK cassette single / CD single (Europa)
1. Salvation
2. I'm Still Remembering (album version)

## Classifiche

### Classifiche settimanali
| Classifica (1996)  | Posizione massima |
| ------------------ | ----------------- |
| Australia          | 8                 |
| Austria            | 27                |
| Belgio (Fiandre)   | 32                |
| Belgio (Vallonia)  | 18                |
| Finlandia          | 15                |
| Francia            | 13                |
| Germania           | 44                |
| Irlanda            | 8                 |
| Italia             | 6                 |
| Nuova Zelanda      | 7                 |
| Paesi Bassi        | 36                |
| Regno Unito        | 13                |
| Stati Uniti (rock) | 1                 |
| Svezia             | 33                |
| Svizzera           | 35                |

### Classifiche di fine anno
| Classifica (1996) | Posizione |
| ----------------- | --------- |
| Australia         | 79        |
| Belgio            | 74        |
| Italia            | 83        |